# 회색
회색(灰色) 또는 잿빛은 무채색 중 하나이다. 중립적인 색, 즉 "색이 없는" 색으로 이야기된다. 회색은 하양과 검정을 혼합했을 때 나타나는 색으로 밝기에 따라 색상이 구분된다. 하양, 검정과 함께 다양한 명도의 회색들을 무채색이라 한다.

## 용어
회색의 영어 낱말 그레이(grey, gray)는 중세 영어 grai 또는 grei에서 비롯된 것으로, 이는 앵글로색슨어 낱말 graeg에서 비롯되었고 이는 네덜란드어 낱말 grauw, grijs, 독일어 낱말 grau와 관련된다. 회색의 영어 표기 방식에는 grey, gray 2가지가 있는데 grey는 영국 영어에서, gray는 미국 영어에서 사용된다.

## 학술 분야별 회색

### 광학
|                   |                   |
| 따뜻한 회색       | 시원한 회색       |
| 노란색과 6% 혼합. | 파란색과 6% 혼합. |

RGB 모델
다음을 만족할 때 회색이다: r = g = b, 색의 경우 (r, g, b)
CMYK 모델
다음을 만족할 때 회색이다: c = m = y = 0~99%, k = 1~99% 또는 c = m = y = 1~99%, k = 0~99%, 색의 경우 (c, m, y, k).
HSL 및 HSV 모델
다음을 만족할 때 회색이다: S = 0
Lab 모델
다음을 만족할 때 회색이다: a = b = 0
YCbCr 모델
다음을 만족할 때 회색이다: Cb = Cr = 0
| HTML 색 이름   | 샘플              |                     | 16진법  |
| -------------- | ----------------- | ------------------- | ------- |
|                | (이름으로 렌더링) | (16진법으로 렌더링) |         |
| gainsboro      |                   |                     | #DCDCDC |
| lightgray      |                   |                     | #D3D3D3 |
| silver         |                   |                     | #C0C0C0 |
| darkgray       |                   |                     | #A9A9A9 |
| gray           |                   |                     | #808080 |
| dimgray        |                   |                     | #696969 |
| lightslategray |                   |                     | #778899 |
| slategray      |                   |                     | #708090 |
| darkslategray  |                   |                     | #2F4F4F |

## 상징
- 회색은 검정도 하양도 아니라는 이유로 중립론자(찬성도 반대도 하지 않는 사람)나 기회주의자를 빗댈 때 쓰인다.
- 회색은 자연에 대비되는 인공물의 상징으로 쓰이기도 한다. (예: 회색 도시, 회색 건물)

## 의미

### 교통
- 서울 경전철의 주조색

### 야구
- 코니 맥 이후 메이저 리그 베이스볼의 오클랜드 애슬레틱스의 원정 유니폼이 회색이다.
- KBO 리그 한화 이글스의 화~목요일 원정 유니폼 색상이며 금~일요일 원정 유니폼의 경우 짙은 회색 유니폼 색상이며 과거 LG 트윈스(2011년부터 2018년), SK 와이번스(2015년부터 2019년, 2020년 평일), SSG 랜더스(2022년 평일) 원정 유니폼 상의 색상이었다.

### 문학
- 미하엘 엔데의 책 모모에서 회색 인간은 사람들의 시간을 훔치는 시간 도둑으로 나온다.
- 톨킨의 책 반지의 제왕에 나오는 마법사 간달프의 상징색은 회색이다.

## 같이 보기
- 흑백